# Renault 4

Renault 4, na Slovenskem popularno imenovan katrca, je bil eden izmed najprepoznavnejših avtomobilskih modelov francoske tovarne Renault. Vozilo je bilo Renaultov odgovor na Citroenovega spačka (model 2CV) in VW hrošča, torej je bilo zasnovano kot ljudsko vozilo za vsesplošno uporabo. Že od samega začetka je bilo vozilo prepoznavno po nekaterih do tedaj neobičajnih rešitvah (ročna zavora na voznikovi levi strani, ročica menjalnika na armaturni plošči, vzvratno notranje ogledalo na armaturki, ročno nastavljiva loputa za dovod zraka v kabino, ročna črpalka za čiščenje sprednjega vetrobranskega stekla, izpušna cev na levi strani z zaključkom pred zadnjim kolesom ...) 
Model so izdelovali od leta 1961 do 1994 v kar 17 državah sveta, med drugim tudi v Sloveniji, in sicer sprva v Litostroju in kasneje v novomeškem IMV. Zadnje izdelano vozilo na naših tleh se nahaja v TMS v Bistri. Skupno je bilo po svetu v vseh letih izdelanih 8.135.424 primerkov tega vozila.
V vseh letih se je oblika le malo spremenila, šlo je bolj za kozmetične popravke in tehnične izboljšave pri prostornini motorja in varnosti. Vozilo je bilo na voljo tudi v kombijevski izpeljanki - model Fourgonnette.
Modeli so se delili na 3 izpeljanke: L (osnovni model), TL in GTL z močnejšim motorjem.

## Tehnični podatki (velja za model R4 TL Special)
- prostornina: 845 ccm
- stopnja kompresije: 8,0:1
- moč motorja: 34 KM
- maksimalna hitrost: 122,6 km/h
- povprečna poraba: 6,6 l/100 km
- pnevmatike: 135x13
- posoda za gorivo: 34 l